# Leiv Aalen

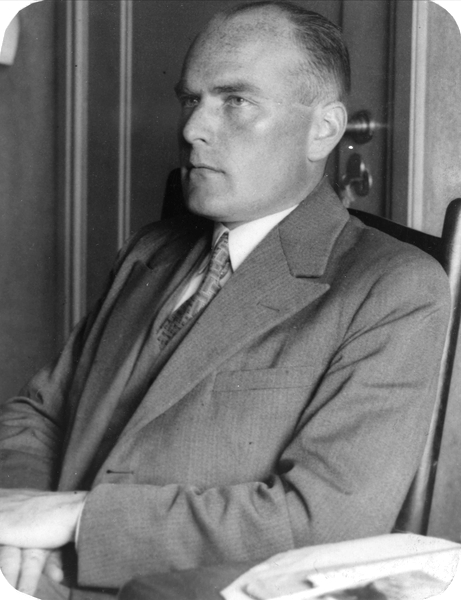
Leiv Aalen als Professor der Gemeindefakultät Oslo

Leiv Aalen (* 21. September 1906 in Rennesøy; † 24. Januar 1983 in Oslo) war ein lutherischer Theologe und Hochschullehrer.

## Leben und Werk
Aalen wuchs in einem christlichen Elternhaus in seinem Geburtsort und in Stavanger auf. Er studierte von 1930 bis 1935 Theologie an der Universität Oslo und an der Gemeindefakultät (Det teologiske Menighetsfakultet). Sein ausgezeichnetes Diplom ermöglichte ihm, in die theologische Forschung zu gehen. Zu diesem Zweck kam er in der Folgezeit zweimal nach Deutschland. 1935/36 war er zu einem Forschungsaufenthalt in Erlangen und 1938/39 folgte in Tübingen ein weiterer Aufenthalt. In der Zwischenzeit wurde er 1937 nach dem Besuch des praktisch-theologischen Seminars seiner Heimatkirche an der Gemeindefakultät als Assistenzprofessor angestellt. 1941 wurde Aalen von Bischof Eivind Berggrav ordiniert. Anschließend diente er bis 1945 in einer Gemeinde im Osloer Stadtteil Frogner. Im Herbst 1945 bekam Aalen eine Dozentenstelle für Dogmatik an der Gemeindefakultät. 1953 wurde er an der Universität Oslo mit seiner Dissertation über die Theologie des jungen Zinzendorf promoviert. 1957 wurde er an der Gemeindefakultät schließlich Professor für Dogmatik und blieb dies bis 1976.
Während der 1930er Jahre wurde Hermann Sasse sein maßgeblicher theologischer Lehrer. Wie dieser vertrat Aalen eine lutherische Theologie, die sich an den Bekenntnisschriften orientierte und die Gottes Wort der Bibel und die Sakramente als objektive Gnadenmittel in den Mittelpunkt stellte. Damit stand er in gewisser Distanz zu seiner Fakultät, die eher durch die pietistische Tradition geprägt war. Nicht nur gegenüber dem Pietismus, sondern auch gegenüber dem Katholizismus und dem modernen Protestantismus versuchte er, die lutherische Lehre klar darzustellen und biblisch zu rechtfertigen. In seiner Frömmigkeit betonte er die Verbindung von persönlicher Erfahrung und Gebetsleben.
Auch an den Geschicken der Norwegischen Kirche nahm Aalen regen Anteil. Ende der 1950er Jahre war er einer der Initiatoren der Bewegung für Bibel und Bekenntnis (For Bibel og Bekjennelse). Gegen Ende seines Lebens musste er mit Bedauern zusehen, wie sich das norwegische Luthertum zum Negativen veränderte. Zu diesen Entwicklungen gehörte u. a. die Öffnung der Gemeindefakultät für nicht-lutherische Studenten und ihre Unterstützung der Frauenordination. Um dem entgegenzutreten, schloss er sich der 1976 gegründeten hochkirchlichen Gemeinschaft zur Erneuerung der Kirche (Kirkelig Fornyelse) an.
Sein Bruder war der Neutestamentler Sverre Aalen (1909–1980).

## Veröffentlichungen (Auswahl)
- Testimonium Spiritus Sancti som „teologisk prinsipp“. 1938.
  - auf Deutsch: Das Zeugnis des Heiligen Geistes als "Prinzip" der evangelischen Ethik, in: Zeitschrift für systematische Theologie 15 (1938), S. 248ff.
- (als Hrsg. mit Sverre Aalen:) Bakenfor inferno. Oppgjør med tradisjonelle forestillinger om helvete. 1955.
- Die Theologie des jungen Zinzendorf. Berlin 1966.
- Der Kampf um das Evangelium im Abendmahl. Bezeichnen die Arnoldshainer Thesen einen Friedensschluß? In: Theologische Literaturzeitung 91 (1966), S. 82–99.
- Ord og sakrament. Bidrag til dogmatikken. 1966.
- Vestigia terrent. Zur Geschichte und Systematik des Leuenberger Konkordienentwurfs, in: Ulrich Asendorf/Friedrich Wilhelm Künneth (Hg.): Von der wahren Einheit der Kirche, 1973, S. 19–66.
- Die Leuenberger Konkordie und die lutherischen Kirchen Europas I. In: Lutherische Blätter 32 (1980), S. 154–163.
- Die Leuenberger Konkordie und die lutherischen Kirchen Europas II. In: Lutherische Blätter 33 (1981), S. 22–30.